# Neonycteris pusilla
Neonycteris pusilla е вид бозайник от семейство Американски листоноси прилепи (Phyllostomidae), единствен представител на род Neonycteris. Видът е световно застрашен, със статут Уязвим.

## Разпространение
Видът е разпространен в северозападна Бразилия и източна Колумбия.